# 슬라뱐카

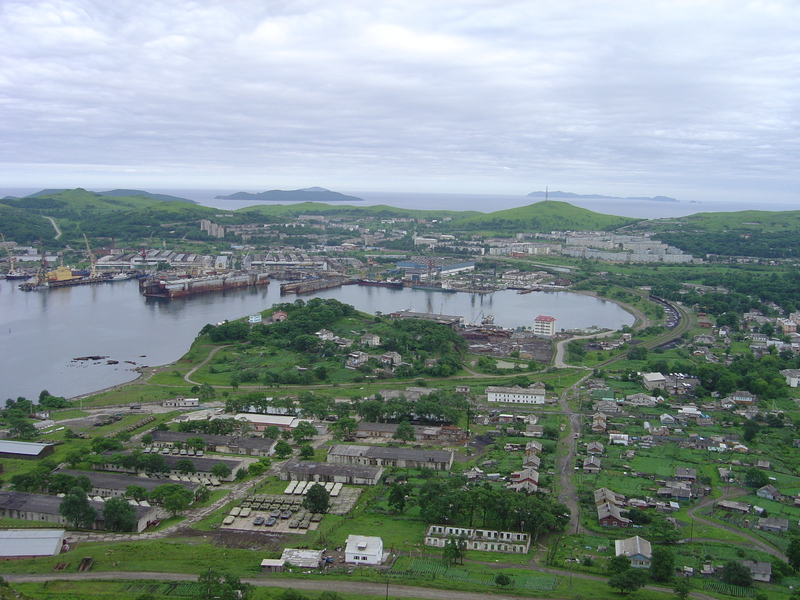
슬라뱐카

슬라뱐카(러시아어: Славя́нка)는 러시아 프리모르스키 지방 최남단의 도시이다. 동해와 접하여 어업활동이 원활하게 이루어지고 있다. 서쪽으론 하산스키 군과 중국, 남쪽은 조선민주주의인민공화국, 북쪽은 자루비노 또는 크라스키노가 있다. 북쪽으로 180km를 이동하면 프리모르스키 최대항구도시인 블라디보스토크가 있다.